# (6144) Кондодзиро
(6144) Кондодзиро (лат. Kondojiro) — небольшой астероид, который принадлежит к тёмному спектральному классу D. Он был открыт 14 марта 1994 года японскими астрономами Кином Эндатэ и Кадзуро Ватанабэ в обсерватории Китами и назван в честь Дзиро Кондо, японского египтолога и профессора археологии из университета Васэда.

Орбита астероида Кондодзиро и его положение в Солнечной системе

Тело это интересно своей крайне необычной орбитой, из-за ряда особенностей которой его нельзя отнести ни к одному известному классу астероидов. В частности, орбита этого астероида сильно вытянута, так что её большая ось оказывается за границами орбит астероидов главного пояса ({\displaystyle 3,2<a<4,6}) и входит в нижний край орбит троянских астероидов Юпитера ({\displaystyle 4,6<a<5,5}). Но для троянского астероида он имеет слишком маленький наклон орбиты по отношению к эклиптике в целом и к Юпитеру в частности. К тому же, в отличие от других троянцев, его орбита довольно нестабильна из-за постоянных гравитационных возмущений со стороны планеты-гиганта.
Трудно классифицировать объект с подобными орбитальными параметрами, тем не менее, центр малых планет относит его к астероидам главного пояса, хотя некоторые из его характеристик указывают на то, что он и вовсе может быть не астероидом, а выродившейся кометой.